# سون وینکه
سوِن جان وینکه (انگلیسی: Swen Johan Vincke؛ زادهٔ ۳۰ مهٔ ۱۹۷۲) طراح بازی ویدئویی، برنامه‌نویس و مدیر نوآوری اهل بلژیک است. وی از سال ۱۹۹۶ میلادی مشغول فعالیت بوده‌است. او بنیان‌گذار و مدیر عامل اجرایی شرکت لاریان استودیوز است که در آن ساخت مجموعهٔ خداگرایی و بالدورز گیت ۳ را بر عهده داشته‌است.